# NGC 6193
NGC 6193 је расејано звездано јато у сазвежђу Олтар које се налази на NGC листи објеката дубоког неба.
Деклинација објекта је - 48° 45' 48" а ректасцензија 16h 41m 20,3s. Привидна величина (магнитуда) објекта NGC 6193 износи 5,2. NGC 6193 је још познат и под ознакама OCL 975, ESO 226-SC20, in N 6188.